# Scott Gomez
Scott Carlos Gomez (Anchorage, 23 dicembre 1979) è un ex hockeista su ghiaccio statunitense.

## Carriera
Il suo ruolo principale è il centro, e milita nella National Hockey League con i Florida Panthers. È stato giocatore anche dei New Jersey Devils, dei New York Rangers dei Montreal Canadiens e degli San Jose Sharks.